# Talun (Sumberejo)
Talun is een bestuurslaag in het regentschap Bojonegoro van de provincie Oost-Java, Indonesië. Talun telt 2189 inwoners (volkstelling 2010).